# See You Later, Alligator
Later Alligator ist ein 1955 von Robert Guidry, bekannt als Bobby Charles, geschriebener und veröffentlichter Rhythm-and-Blues-Song. In der Rock-’n’-Roll-Version als See You Later, Alligator von Bill Haley & His Comets aus dem Jahr 1956 wurde das Lied millionenfach verkauft und war international ein Hit. Es erreichte Platz 6 der US-amerikanischen Charts sowie die Top 10 in mehreren europäischen Ländern.

## Hintergrund und Veröffentlichung
Later Alligator wurde von Robert Guidry geschrieben und von ihm November 1955 unter seinem Künstlernamen Bobby Charles auch veröffentlicht. Guidry lehnte sich dabei stark an Guitar Slims Later for You Baby an, das 1954 bei Specialty Records erschienen war. Obwohl der Titel nur als Demo aufgenommen war mit einer entsprechend schwachen Produktion erschien er bei Chess Records als 7″-Vinylsingle und als 10″-Schellackplatte in den Vereinigten Staaten. Auf der B-Seite befand sich das Lied On Bended Knee. Nachdem das Lied durch eine Coverversion von Bill Haley & His Comets Anfang 1956 als See You Later, Alligator international bekannt wurde, gelang dem Original der Sprung auf Platz 14 der Diskjokey-R&B-Charts des Billboard Magazins. und wurde nochmals unter dem erweiterten Titel bei London Records in Großbritannien veröffentlicht.

## Coverversionen

### Bill Haley & His Comets
1953 hatten Benny Goodman und sein Bruder Gene, die beide für Decca Records arbeiteten, einen Vertrag mit Phil und Leonard Chess zur Weiterverwendung des Chess-Katalogs verhandelt, der es ihnen erlaubte, Later Alligator dem Decca-Produzenten Milt Gabler zur Aufnahme mit Bill Haley & His Comets vorzuschlagen. Die Coverversion erschien bereits im Folgejahr der Erstveröffentlichung im Januar 1956. Das Lied kam am 1. Februar 1956 in die amerikanischen Charts, wo es sich über 21 Wochen halten konnte und bis auf Platz 6 stieg, insgesamt verblieb es acht Wochen in den Top 10. In die britischen Chart kam es am 10. März 1956 und stieg bis auf Platz 7. Es blieb insgesamt 19 Wochen in den Charts, davon 8 Wochen in den Top 10. Auch in Deutschland war es erfolgreich. Es kam am 1. Mai 1956 in die Deutschen Singlecharts und stieg bis auf Platz 14, insgesamt war es 12 Wochen in der Hitparade. Daneben stieg es in den niederländischen Charts bis auf Platz 7 und in den belgischen Charts bis auf Platz 6. Damit war See You Later, Alligator sein größter internationaler Hit nach (Weʼre Gonna) Rock Around the Clock von 1954 und zumindest in Deutschland konnte er sich danach nur noch einmal mit Rip it up, ebenfalls 1956 erschienen, in den Charts platzieren. Die professionelle Aufnahme und ihr großer Erfolg veranlassten Gene Goodman zum Urteil, Gabler und Haley hätten „Hackfleisch aus der Chess-Platte“ von Bobby Charles gemacht. Für Arnold Shaw war Haleys See you Later, Alligator „ein Rock-’n’-Roll-Hit, kaum noch R&B“.
See You Later, Alligator wurde im Film Außer Rand und Band, der von Bill Haley & His Comets und dem Siegeszug des Rock & Roll handelt, verwendet. Durch das Lied wurde aus dem Titel ein weit verbreitetes Schlagwort.

### Weitere Coverversionen
Als Klassiker des Rhythm and Blues und frühen Rock ’n’ Roll wurde See You Later, Alligator sowohl in den Jahren nach seiner Veröffentlichung wie auch in den folgenden Jahrzehnten zahlreich gecovert. Zudem wurde das Lied in mehrere Sprachen übersetzt bzw. mit anderssprachigen Texten interpretiert. So erschien auf Deutsch 1956 die Version Mister Patton aus Manhattan von Werner Hass & Alexander Terzett, auf Spanisch Ahi nos vemos cocodrilo von Gloria Ríos sowie 1960 Hasta la vista, cocodrilo von Los Llopis oder auf Schwedisch Se min læge er diktator von Bamses Venner von 1975.
Auf cover.info waren Ende Juni 2021 46 Versionen des Liedes gelistet, auf secondhandgames waren es 75 (Stand 26. Juni 2021). Zu den Bands und Interpreten, die das Lied in einer Coverversion veröffentlichten, gehören: u. a.
- 1955: Roy Hall – See You Later, Alligator
- 1956: Bill Haley & His Comets – See You Later, Alligator
- 1956: Ralf Bendix – See You Later, Alligator
- 1956: Otto Bash – See You Later, Alligator
- 1956: Gloria Ríos – Ahi nos vemos cocodrilo (Spanisch)
- 1956: Werner Hass & Alexander Terzett – Mister Patton aus Manhattan
- 1956: Omar Lamparter und seine Solisten – See You Later, Alligator (Instrumental)
- 1956: Jean-Pierre Landreau et son Orchestre-Choc – See You Later, Alligator (Instrumental)
- 1956: The Canadians with Ken Jones & his Orchestra – See You Later, Alligator
- 1957: The Rock And Roller's – Mister Patton
- 1957: Renée Franke – Mister Patton aus Manhattan
- 1960: Los Llopis – Hasta la vista, cocodrilo
- 1963: Col Joye & The Joy Boys – See You Later, Alligator
- 1964: Wayne Gibson – See You Later, Alligator
- 1964: Freddie & the Dreamers – See You Later, Alligator
- 1964: Peter Kraus & seine String-Boys – DeutschTeenager Evergreens 1 (Medley)
- 1965: Millie – See You Later, Alligator
- 1965: Die Kettels – See You Later, Alligator
- 1968: James Last – Rock Around The Clock / See You Later Alligator / Hound Dog (Medley)
- 1971: Jarkko Laine – Moikataan kun tavataan (Finnisch)
- 1974: Mud – Shake Rattle And Roll / See You Later Alligator (Medley)
- 1974: Rock House – See You Later, Alligator
- 1974: Pentti Oskari Kankaan 7 seinähullua veljestä – Hauska tappa vanha tuttu (Finnisch)
- 1975: Truth – See You Later, Alligator
- 1975: Ernie Smith – See You Later, Alligator
- 1975: Bamses Venner – Se min læge er diktator (Schwedisch)
- 1976: James Last – Non Stop Dancing 1976/2 (Medley)
- 1979: Topas Quintette – See You Later, Alligator (Instrumental)
- 1980: Orion – See You Later, Alligator
- 1981: Dinamit Brass Band – Filmova zvezda (Bulgarisch)
- 1987: Ingmar Nordströms – See You Later, Alligator (Schwedisch)
- 1984: Ricky King – See You Later, Alligator (Instrumental)
- 1987: Dr. Feelgood – See You Later, Alligator
- 1993: Cagey Strings – See You Later, Alligator
- 1993: Kandis – Rock'n Swing Medley (Medley)
- 1993: Vrabcheta – Ti si moeto momiche (Bulgarisch)
- 1996: Zero Zero – Har ingen dator alligator (Schwedisch)
- 1997: Peter Alexander – Ich muß im früheren Leben Elvis Presley gewesen sein / Man müßte Geschirr spülen können / Ich wünsch Dir einen schlaflosen Abend / In der Schweiz / See You Later, Alligator (Medley)
- 1998: Замунда Банана Бенд – Крокодил (Russisch / Bulgarisch)
- 2000: Moe-D – See You Later, Alligator
- 2001: Cliff Nickens – See You Later, Alligator
- 2001: Steve Wingfield – See You Later, Alligator
- 2004: Schurli & die Motorbienen – Mr. Patton aus Manhattan
- 2004: Theessink, Nalle & Møller – See You Later, Alligator
- 2006: Peter Kraus – See You Later, Alligator
- 2007: Die Lollies – See You Later, Alligator
- 2007: Peter Kraus – Zieh doch endlich mal die Jeans aus
- 2007: Die Lollies – See You Later, Alligator
- 2008: Colör – Mach et jot ich schwenk der Hot
- 2008: Little Feet – See You Later, Alligator
- 2010: Emotion 4 U – See You Later, Alligator
- 2011: Uncle Nic & The Alternators – See You Later, Alligator
- 2010: The Blue Jays – See You Later, Alligator

## Belege
1. 1 2  John Collis: The Story of Chess Records. 1. Auflage. Bloomsbury Publishing, New York, London 1998, S. 151.
2. ↑  John Broven: Record Makers and Breakers. Voices of the Independent Rock ’n’ Roll Pioneers. University of Illinois Press, Urbana, Chicago 2010, S. 526.
3. ↑  
Bobby Charles – Later Alligator bei Discogs als 7″-Vinylsingle; abgerufen am 25. Juni 2021.
4. ↑  
Bobby Charles – Later Alligator bei Discogs als 10″-Schellackplatte; abgerufen am 25. Juni 2021.
5. ↑  Joel Whitburn: The Billboard Book of Top 40 R & B and Hip-hop Hits, Record Research Inc., Menomonee Falls 2006, S. 97.
6. ↑  
Bobby Charles – See you later, Alligator bei Discogs; abgerufen am 25. Juni 2021.
7. 1 2 3 4  Bill Haley & His Comets – See you later, Alligator auf chartsurfer.de; abgerufen am 25. Juni 2021.
8. 1 2  John Broven: Record Makers and Breakers. Voices of the Independent Rock ’n’ Roll Pioneers. University of Illinois Press, Urbana, Chicago 2010, S. 260.
9. ↑  
Bill Haley & His Comets – See you later, Alligator. In: hitparade.ch. Abgerufen am 25. Juni 2021.
10. ↑  Arnold Shaw: Rock ′n′ Roll. Die Stars, die Musik und die Mythen der 50er Jahre. 2. Auflage. Rowohlt Taschenbuch Verlag, Reinbek bei Hamburg 1978, S. 147. (englisch: The Rockin′ ′50s. Übersetzt von Teja Schwaner)
11. ↑  Bobby Charles – Later Alligator auf cover.info, abgerufen am 24. Juni 2021.
12. ↑  Bobby Charles – Later Alligator auf secondhandsongs.com, abgerufen am 24. Juni 2021.
13. ↑  
Bobby Charles – Later Alligator. In: hitparade.ch. Abgerufen am 25. Juni 2021.